# Gare de Sioux Lookout
La  gare de Sioux Lookout à Sioux Lookout est desservie par Le Canadien de Via Rail Canada sans personnel.
C'est une gare patrimoniale.

## Patrimoine ferroviaire

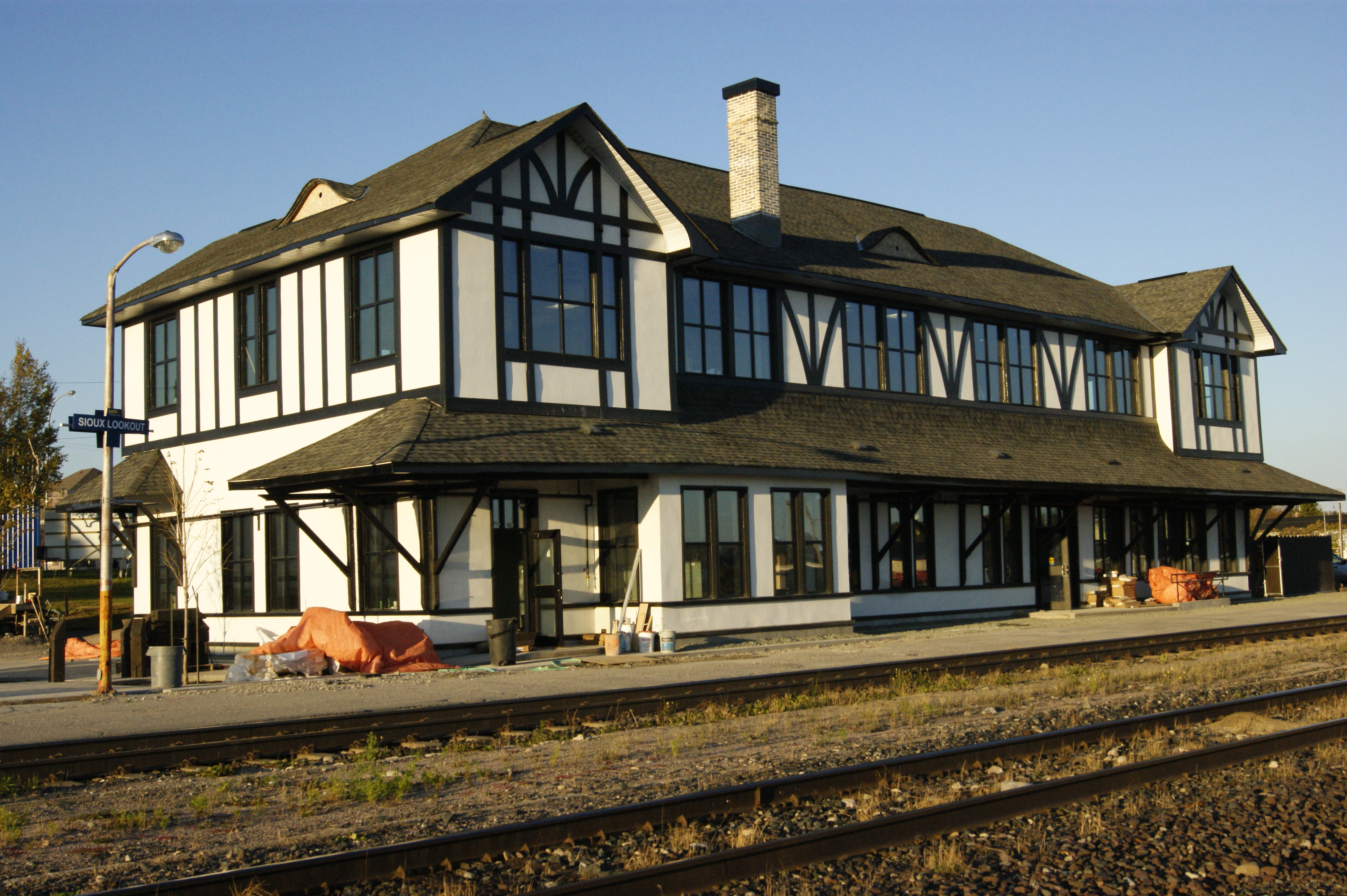
L'ancien bâtiment en 2012.

C'est une gare patrimoniale.